# Districtul Sidi Khouiled
Sidi Khouiled este un district din provincia Ouargla, Algeria.